# Xeber Alkain
Xeber Alkain Mitxelena (Fuenterrabía, Guipúzcoa, 26 de junio de 1997) es un futbolista español que juega en la posición de delantero en la S. D. Eibar de la Segunda División de España.

## Trayectoria
Nacido en Fuenterrabía, Guipúzcoa, llegó a la Real Sociedad en 2016 procedente del Antiguoko, club al que llegó en categoría juvenil proveniente del Hondarribia F.E., e inicialmente fue destinado a la Real Sociedad "C" de Tercera División. Durante la temporada 2018-19 fue cedido al Arenas Club.
En la temporada 2020-21, como parte de la plantilla de la Real Sociedad "B", logró el ascenso a la Segunda División tras vencer en la eliminatoria definitiva al Algeciras C. F., renovando en julio de 2021 su contrato por un año. El 14 de agosto debutó en la Segunda División ante el C. D. Leganés en una victoria por un gol a cero. El 11 de septiembre anotó su primer gol en la categoría ante la S. D. Eibar en una derrota por dos goles a tres.
El 7 de junio de 2022 el Deportivo Alavés anunció su fichaje por tres temporadas una vez finalizaba su contrato con la Real Sociedad. En la primera de ellas ayudó al equipo a conseguir el ascenso a Primera División, categoría en la que jugó diez partidos antes de rescindir su contrato el 30 de julio de 2024. Ese mismo día firmó por la S. D. Eibar hasta julio de 2026.

## Clubes
| Club                 | País   | Año       |
| -------------------- | ------ | --------- |
| Real Sociedad "C"    | España | 2016-2020 |
| Arenas Club (cedido) | España | 2019      |
| Real Sociedad "B"    | España | 2020-2022 |
| Deportivo Alavés     | España | 2022-2024 |
| S. D. Eibar          | España | 2024-     |